# I liga argentyńska w piłce nożnej (1915)
Mistrzem Argentyny w roku 1915 został klub Racing Club de Avellaneda, natomiast tytuł wicemistrza Argentyny zdobył klub San Isidro Buenos Aires. Z ligi spadły cztery kluby – Kimberley Buenos Aires, Defensores de Belgrano Buenos Aires, Comercio Buenos Aires i Floresta Buenos Aires. Na ich miejsce awansował jeden klub – Gimnasia y Esgrima La Plata. Liga zmniejszyła się z 25 do 22 klubów.
Po zakończeniu sezonu klub Hispano Argentino Buenos Aires zmienił nazwę na Columbian Buenos Aires.

## Primera División

### Mecze chronologicznie
| Data                 | Mecz |
| -------------------- | --- |
| 4 kwietnia 1915      | CA Estudiantes – Gimnasia y Esgrima Buenos Aires 2:1                                                                                  |
| 4 kwietnia 1915      | Ferro Carril Oeste – River Plate 1:1 ? – Gianetto                                                                                     |
| 4 kwietnia 1915      | San Isidro Buenos Aires – Independiente 2:0                                                                                           |
| 4 kwietnia 1915      | CA Banfield – Atlanta Buenos Aires 7:2                                                                                                |
| 4 kwietnia 1915      | CA Platense – San Lorenzo de Almagro 5:1                                                                                              |
| 4 kwietnia 1915      | Racing Club de Avellaneda – Comercio Buenos Aires 4:1                                                                                 |
| 11 kwietnia 1915     | Independiente – Boca Juniors 1:1 Victorio Cappelletti – Juan Gelmi                                                                    |
| 11 kwietnia 1915     | Kimberley Buenos Aires – Atlanta Buenos Aires 3:0                                                                                     |
| 11 kwietnia 1915     | CA Banfield – Defensores de Belgrano Buenos Aires 3:2                                                                                 |
| 11 kwietnia 1915     | Hispano Argentino Buenos Aires – Belgrano AC 5:0                                                                                      |
| 11 kwietnia 1915     | San Isidro Buenos Aires – Comercio Buenos Aires 4:2                                                                                   |
| 11 kwietnia 1915     | CA Estudiantes – CA Huracán 1:0 |
| 11 kwietnia 1915     | Estudiantes La Plata – Quilmes Athletic Buenos Aires 3:1                                                                              |
| 11 kwietnia 1915     | Ferro Carril Oeste – Estudiantil Porteño Buenos Aires 2:1                                                                             |
| 11 kwietnia 1915     | Gimnasia y Esgrima Buenos Aires – CA Platense 2:1                                                                                     |
| 11 kwietnia 1915     | San Lorenzo de Almagro – River Plate 0:1 Chiappe k                                                                                    |
| 18 kwietnia 1915     | Boca Juniors – Defensores de Belgrano Buenos Aires 1:3 Francisco Roldán – Fourcade, Domingo Zacevich s, Roel                          |
| 18 kwietnia 1915     | Comercio Buenos Aires – Estudiantil Porteño Buenos Aires 3:2                                                                          |
| 18 kwietnia 1915     | Belgrano AC – Atlanta Buenos Aires 4:0                                                                                                |
| 18 kwietnia 1915     | Ferro Carril Oeste – Racing Club de Avellaneda 1:1                                                                                    |
| 18 kwietnia 1915     | Hispano Argentino Buenos Aires – Comercio Buenos Aires 6:1                                                                            |
| 18 kwietnia 1915     | Estudiantes La Plata – CA Banfield 2:1                                                                                                |
| 18 kwietnia 1915     | Independiente – Kimberley Buenos Aires 4:1                                                                                            |
| 18 kwietnia 1915     | CA Platense – Porteño Buenos Aires 1:0                                                                                                |
| 25 kwietnia 1915     | Estudiantes La Plata – Estudiantil Porteño Buenos Aires 2:1                                                                           |
| 25 kwietnia 1915     | Hispano Argentino Buenos Aires – CA Banfield 0:0                                                                                      |
| 25 kwietnia 1915     | Porteño Buenos Aires – Belgrano AC 4:1                                                                                                |
| 25 kwietnia 1915     | Kimberley Buenos Aires – Defensores de Belgrano Buenos Aires 3:1                                                                      |
| 25 kwietnia 1915     | Gimnasia y Esgrima Buenos Aires – Ferro Carril Oeste 2:2                                                                              |
| 25 kwietnia 1915     | CA Huracán – Independiente 1:0 |
| 25 kwietnia 1915     | Atlanta Buenos Aires – River Plate 1:3 ? – Ameal, Cándido García, Fraga Patrano                                                       |
| 25 kwietnia 1915     | Racing Club de Avellaneda – Quilmes Athletic Buenos Aires 2:0                                                                         |
| 25 kwietnia 1915     | CA Platense – Boca Juniors 2:1 Pisa, Colombo – Enrique Colla                                                                          |
| 25 kwietnia 1915     | San Isidro Buenos Aires – San Lorenzo de Almagro 3:0                                                                                  |
| 25 kwietnia 1915     | Argentino de CA Argentino de Quilmes – CA Tigre 3:1                                                                                   |
| 9 maja 1915          | Ferro Carril Oeste – CA Estudiantes 2:2                                                                                               |
| 9 maja 1915          | Atlanta Buenos Aires – Defensores de Belgrano Buenos Aires 1:0                                                                        |
| 9 maja 1915          | Estudiantes La Plata – Porteño Buenos Aires 2:0                                                                                       |
| 9 maja 1915          | Racing Club de Avellaneda – Belgrano AC 3:0                                                                                           |
| 9 maja 1915          | Argentino de CA Argentino de Quilmes – Hispano Argentino Buenos Aires 3:2                                                             |
| 9 maja 1915          | Independiente – Comercio Buenos Aires 7:0                                                                                             |
| 9 maja 1915          | Estudiantil Porteño Buenos Aires – Kimberley Buenos Aires 3:1                                                                         |
| 9 maja 1915          | San Isidro Buenos Aires – Quilmes Athletic Buenos Aires 1:0                                                                           |
| 9 maja 1915          | CA Tigre – San Lorenzo de Almagro 0:0                                                                                                 |
| 9 maja 1915          | CA Platense – CA Banfield 4:0 |
| 13 maja 1915         | CA Estudiantes – Estudiantil Porteño Buenos Aires 1:0                                                                                 |
| 13 maja 1915         | Racing Club de Avellaneda – CA Huracán 1:0                                                                                            |
| 13 maja 1915         | Porteño Buenos Aires – Quilmes Athletic Buenos Aires 4:0                                                                              |
| 13 maja 1915         | Gimnasia y Esgrima Buenos Aires – Boca Juniors 1:1 Bertorini – Severiano Alvarez                                                      |
| 13 maja 1915         | Estudiantes La Plata – Comercio Buenos Aires 1:0                                                                                      |
| 13 maja 1915         | CA Tigre – Atlanta Buenos Aires 4:1                                                                                                   |
| 13 maja 1915         | Kimberley Buenos Aires – Argentino de CA Argentino de Quilmes 2:1                                                                     |
| 13 maja 1915         | San Isidro Buenos Aires – Belgrano AC 7:1                                                                                             |
| 13 maja 1915         | River Plate – Floresta Buenos Aires 7:0 Fraga Patrano (3), Ameal (2), Nicolás Rofrano, Martínez                                       |
| 13 maja 1915         | Hispano Argentino Buenos Aires – Defensores de Belgrano Buenos Aires 4:2                                                              |
| 13 maja 1915         | Independiente – CA Banfield 0:0 |
| 16 maja 1915         | Estudiantes La Plata – CA Estudiantes 3:0                                                                                             |
| 16 maja 1915         | CA Banfield – Quilmes Athletic Buenos Aires 4:2                                                                                       |
| 16 maja 1915         | Belgrano AC – Boca Juniors 3:1 Mac Cullerme, Oliva, Vignoles – Enrique Bertolini                                                      |
| 16 maja 1915         | Ferro Carril Oeste – Atlanta Buenos Aires 5:0                                                                                         |
| 16 maja 1915         | CA Platense – Comercio Buenos Aires 4:0                                                                                               |
| 16 maja 1915         | Estudiantil Porteño Buenos Aires – Defensores de Belgrano Buenos Aires 3:0                                                            |
| 16 maja 1915         | River Plate – Gimnasia y Esgrima Buenos Aires 5:0 Nicolás Rofrano (2), Fraga Patrano (2), Penney                                      |
| 16 maja 1915         | Independiente – Hispano Argentino Buenos Aires 0:0                                                                                    |
| 16 maja 1915         | San Isidro Buenos Aires – CA Huracán 3:2                                                                                              |
| 16 maja 1915         | Porteño Buenos Aires – Kimberley Buenos Aires 3:0                                                                                     |
| 16 maja 1915         | Racing Club de Avellaneda – San Lorenzo de Almagro 4:1                                                                                |
| 16 maja 1915         | Argentino de CA Argentino de Quilmes – Floresta Buenos Aires 3:2                                                                      |
| 23 maja 1915         | Atlanta Buenos Aires – Estudiantes La Plata 2:1                                                                                       |
| 23 maja 1915         | San Isidro Buenos Aires – Estudiantil Porteño Buenos Aires 2:0                                                                        |
| 23 maja 1915         | Defensores de Belgrano Buenos Aires – CA Estudiantes 2:0                                                                              |
| 23 maja 1915         | Boca Juniors – Racing Club de Avellaneda 0:6 Domingo Zacevich s, Marcovecchio (4), Ohaco                                              |
| 23 maja 1915         | Independiente – San Lorenzo de Almagro 3:0                                                                                            |
| 23 maja 1915         | Belgrano AC – CA Banfield 7:0 |
| 23 maja 1915         | Gimnasia y Esgrima Buenos Aires – Floresta Buenos Aires 0:0                                                                           |
| 23 maja 1915         | Comercio Buenos Aires – Kimberley Buenos Aires 3:2                                                                                    |
| 23 maja 1915         | Hispano Argentino Buenos Aires – Quilmes Athletic Buenos Aires 2:0                                                                    |
| 23 maja 1915         | Porteño Buenos Aires – CA Huracán 2:0                                                                                                 |
| 23 maja 1915         | Ferro Carril Oeste – CA Tigre 2:1 |
| 23 maja 1915         | River Plate – CA Platense 3:0 Chiappe k, Fraga, Penney                                                                                |
| 30 maja 1915         | Atlanta Buenos Aires – Floresta Buenos Aires 1:0                                                                                      |
| 6 czerwca 1915       | Estudiantes La Plata – Boca Juniors 3:0 Lazcano, Giroto, Leonardi                                                                     |
| 6 czerwca 1915       | CA Huracán – Argentino de CA Argentino de Quilmes 5:1                                                                                 |
| 6 czerwca 1915       | Belgrano AC – Quilmes Athletic Buenos Aires 0:0                                                                                       |
| 6 czerwca 1915       | Ferro Carril Oeste – Defensores de Belgrano Buenos Aires 2:1                                                                          |
| 6 czerwca 1915       | Estudiantil Porteño Buenos Aires – Hispano Argentino Buenos Aires 3:2                                                                 |
| 6 czerwca 1915       | Porteño Buenos Aires – Gimnasia y Esgrima Buenos Aires 2:0                                                                            |
| 6 czerwca 1915       | CA Estudiantes – Kimberley Buenos Aires 2:0                                                                                           |
| 6 czerwca 1915       | San Lorenzo de Almagro – Floresta Buenos Aires 3:1                                                                                    |
| 6 czerwca 1915       | San Isidro Buenos Aires – CA Platense 2:0                                                                                             |
| 6 czerwca 1915       | Racing Club de Avellaneda – Atlanta Buenos Aires 4:0                                                                                  |
| 6 czerwca 1915       | River Plate – CA Banfield 2:0 Penney k, Nicolás Rofrano                                                                               |
| 13 czerwca 1915      | Estudiantes La Plata – Floresta Buenos Aires 4:0                                                                                      |
| 13 czerwca 1915      | Belgrano AC – Gimnasia y Esgrima Buenos Aires 2:0                                                                                     |
| 13 czerwca 1915      | Defensores de Belgrano Buenos Aires – CA Platense 2:2                                                                                 |
| 13 czerwca 1915      | CA Estudiantes – San Lorenzo de Almagro 3:1                                                                                           |
| 20 czerwca 1915      | San Isidro Buenos Aires – Gimnasia y Esgrima Buenos Aires 2:0                                                                         |
| 20 czerwca 1915      | Racing Club de Avellaneda – CA Banfield 6:0                                                                                           |
| 20 czerwca 1915      | Quilmes Athletic Buenos Aires – Atlanta Buenos Aires 2:0                                                                              |
| 20 czerwca 1915      | Belgrano AC – Defensores de Belgrano Buenos Aires 3:2                                                                                 |
| 20 czerwca 1915      | Boca Juniors – River Plate 0:2 Penney (2)                                                                                             |
| 20 czerwca 1915      | CA Huracán – Comercio Buenos Aires 1:1                                                                                                |
| 20 czerwca 1915      | CA Estudiantes – Independiente 3:0 |
| 20 czerwca 1915      | Hispano Argentino Buenos Aires – Estudiantes La Plata 1:1                                                                             |
| 20 czerwca 1915      | San Lorenzo de Almagro – Kimberley Buenos Aires 1:0                                                                                   |
| 20 czerwca 1915      | CA Platense – Floresta Buenos Aires 1:0                                                                                               |
| 20 czerwca 1915      | Estudiantil Porteño Buenos Aires – CA Tigre 0:0                                                                                       |
| 27 czerwca 1915      | San Isidro Buenos Aires – Floresta Buenos Aires 3:2                                                                                   |
| 27 czerwca 1915      | Belgrano AC – Kimberley Buenos Aires 1:0                                                                                              |
| 27 czerwca 1915      | Boca Juniors – Hispano Argentino Buenos Aires 3:1 Pedro Bleo Fournol “Calomino” (2), Severiano Alvarez – Dannaher                     |
| 29 czerwca 1915      | CA Banfield – Floresta Buenos Aires 3:2                                                                                               |
| 29 czerwca 1915      | Argentino de CA Argentino de Quilmes – Ferro Carril Oeste 1:0                                                                         |
| 29 czerwca 1915      | San Isidro Buenos Aires – CA Tigre 4:1                                                                                                |
| 29 czerwca 1915      | River Plate – Independiente 3:0 Nicolás Rofrano, Cándido García, Chiappe k                                                            |
| 29 czerwca 1915      | Racing Club de Avellaneda – Gimnasia y Esgrima Buenos Aires 2:0                                                                       |
| 29 czerwca 1915      | Boca Juniors – CA Huracán 0:1 Caldera                                                                                                 |
| 29 czerwca 1915      | CA Platense – Estudiantil Porteño Buenos Aires 3:0                                                                                    |
| 29 czerwca 1915      | Estudiantes La Plata – San Lorenzo de Almagro 4:2                                                                                     |
| 29 czerwca 1915      | Porteño Buenos Aires – Defensores de Belgrano Buenos Aires 1:0                                                                        |
| 29 czerwca 1915      | Belgrano AC – CA Estudiantes 0:0 |
| 29 czerwca 1915      | Hispano Argentino Buenos Aires – Atlanta Buenos Aires 1:0                                                                             |
| 4 lipca 1915         | Atlanta Buenos Aires – CA Estudiantes 1:0                                                                                             |
| 4 lipca 1915         | Estudiantil Porteño Buenos Aires – Belgrano AC 4:3                                                                                    |
| 4 lipca 1915         | River Plate – Estudiantes La Plata 2:2 Ameal (2) – ?, ?                                                                               |
| 4 lipca 1915         | Ferro Carril Oeste – San Lorenzo de Almagro 0:0                                                                                       |
| 4 lipca 1915         | CA Huracán – Gimnasia y Esgrima Buenos Aires 2:2                                                                                      |
| 4 lipca 1915         | Racing Club de Avellaneda – Hispano Argentino Buenos Aires 7:0                                                                        |
| 4 lipca 1915         | Independiente – Porteño Buenos Aires 1:1                                                                                              |
| 4 lipca 1915         | CA Tigre – Defensores de Belgrano Buenos Aires 2:0                                                                                    |
| 4 lipca 1915         | San Isidro Buenos Aires – Argentino de CA Argentino de Quilmes 2:0                                                                    |
| 4 lipca 1915         | Quilmes Athletic Buenos Aires – Floresta Buenos Aires 1:0                                                                             |
| 4 lipca 1915         | Kimberley Buenos Aires – Boca Juniors 0:1 Severino Alvarez                                                                            |
| 11 lipca 1915        | Estudiantes La Plata – Gimnasia y Esgrima Buenos Aires 2:0                                                                            |
| 11 lipca 1915        | Independiente – Floresta Buenos Aires 3:0                                                                                             |
| 11 lipca 1915        | CA Tigre – Belgrano AC 2:0 |
| 11 lipca 1915        | Atlanta Buenos Aires – Comercio Buenos Aires 1:0                                                                                      |
| 11 lipca 1915        | CA Banfield – CA Estudiantes 2:0 |
| 11 lipca 1915        | Defensores de Belgrano Buenos Aires – River Plate 2:4 ?, ? – Ameal (3), Fraga Patrano                                                 |
| 11 lipca 1915        | Estudiantil Porteño Buenos Aires – San Lorenzo de Almagro 2:0                                                                         |
| 11 lipca 1915        | Hispano Argentino Buenos Aires – CA Platense 2:2                                                                                      |
| 18 lipca 1915        | Hispano Argentino Buenos Aires – Kimberley Buenos Aires 2:1                                                                           |
| 18 lipca 1915        | Independiente – Belgrano AC 2:0 |
| 18 lipca 1915        | Defensores de Belgrano Buenos Aires – Floresta Buenos Aires 2:1                                                                       |
| 18 lipca 1915        | Boca Juniors – Atlanta Buenos Aires 3:0 Pedro Bleo Fournol “Calomino” (2), Enrique Colla                                              |
| 18 lipca 1915        | CA Huracán – CA Tigre 4:0 |
| 18 lipca 1915        | Ferro Carril Oeste – Comercio Buenos Aires 4:2                                                                                        |
| 18 lipca 1915        | San Lorenzo de Almagro – Argentino de CA Argentino de Quilmes 2:1                                                                     |
| 18 lipca 1915        | Porteño Buenos Aires – CA Estudiantes 3:2                                                                                             |
| 18 lipca 1915        | Estudiantes La Plata – CA Platense 0:0                                                                                                |
| 25 lipca 1915        | Gimnasia y Esgrima Buenos Aires – CA Tigre 2:0                                                                                        |
| 25 lipca 1915        | CA Banfield – Comercio Buenos Aires 5:1                                                                                               |
| 25 lipca 1915        | San Isidro Buenos Aires – Defensores de Belgrano Buenos Aires 5:0                                                                     |
| 25 lipca 1915        | CA Estudiantes – Hispano Argentino Buenos Aires 3:1                                                                                   |
| 25 lipca 1915        | Kimberley Buenos Aires – Floresta Buenos Aires 1:1                                                                                    |
| 25 lipca 1915        | Independiente – Atlanta Buenos Aires 3:1                                                                                              |
| 25 lipca 1915        | Boca Juniors – Quilmes Athletic Buenos Aires 1:1 Pedro Bleo Fournol “Calomino” – Raggi                                                |
| 25 lipca 1915        | Argentino de CA Argentino de Quilmes – Belgrano AC 2:1                                                                                |
| 1 sierpnia 1915      | Atlanta Buenos Aires – Estudiantil Porteño Buenos Aires 1:0                                                                           |
| 1 sierpnia 1915      | Racing Club de Avellaneda – River Plate 3:0                                                                                           |
| 1 sierpnia 1915      | CA Banfield – Gimnasia y Esgrima Buenos Aires 2:1                                                                                     |
| 1 sierpnia 1915      | CA Platense – Belgrano AC 1:0 |
| 1 sierpnia 1915      | Porteño Buenos Aires – Boca Juniors 0:0                                                                                               |
| 1 sierpnia 1915      | Comercio Buenos Aires – Defensores de Belgrano Buenos Aires 2:2                                                                       |
| 1 sierpnia 1915      | San Isidro Buenos Aires – CA Estudiantes 4:2                                                                                          |
| 1 sierpnia 1915      | Kimberley Buenos Aires – Estudiantes La Plata 2:1                                                                                     |
| 1 sierpnia 1915      | Ferro Carril Oeste – Quilmes Athletic Buenos Aires 0:0                                                                                |
| 1 sierpnia 1915      | CA Huracán – Hispano Argentino Buenos Aires 1:0                                                                                       |
| 1 sierpnia 1915      | Independiente – Argentino de CA Argentino de Quilmes 2:0                                                                              |
| 1 sierpnia 1915      | CA Tigre – Floresta Buenos Aires 0:0                                                                                                  |
| 8 sierpnia 1915      | Argentino de CA Argentino de Quilmes – Estudiantes La Plata 1:0                                                                       |
| 8 sierpnia 1915      | Independiente – Ferro Carril Oeste 1:0                                                                                                |
| 8 sierpnia 1915      | Estudiantil Porteño Buenos Aires – Boca Juniors 2:3 Costas, Rogers – Enrique Colla, Francisco Taggino (2)                             |
| 8 sierpnia 1915      | Defensores de Belgrano Buenos Aires – Gimnasia y Esgrima Buenos Aires 2:0                                                             |
| 8 sierpnia 1915      | Floresta Buenos Aires – Belgrano AC 1:0                                                                                               |
| 8 sierpnia 1915      | Kimberley Buenos Aires – CA Banfield 1:0                                                                                              |
| 8 sierpnia 1915      | CA Platense – CA Estudiantes 2:0 |
| 8 sierpnia 1915      | CA Tigre – Comercio Buenos Aires 1:1                                                                                                  |
| 8 sierpnia 1915      | San Lorenzo de Almagro – Hispano Argentino Buenos Aires 5:1                                                                           |
| 22 sierpnia 1915     | Argentino de CA Argentino de Quilmes – River Plate 1:2 ? – Rivas, Nicolás Rofrano                                                     |
| 22 sierpnia 1915     | Estudiantil Porteño Buenos Aires – CA Banfield 4:1                                                                                    |
| 22 sierpnia 1915     | Hispano Argentino Buenos Aires – Ferro Carril Oeste 2:0                                                                               |
| 22 sierpnia 1915     | San Lorenzo de Almagro – Belgrano AC 2:1                                                                                              |
| 22 sierpnia 1915     | CA Estudiantes – Comercio Buenos Aires 3:1                                                                                            |
| 22 sierpnia 1915     | Gimnasia y Esgrima Buenos Aires – Kimberley Buenos Aires 5:3                                                                          |
| 22 sierpnia 1915     | Porteño Buenos Aires – Floresta Buenos Aires 5:1                                                                                      |
| 22 sierpnia 1915     | Independiente – CA Tigre 3:0 |
| 22 sierpnia 1915     | Quilmes Athletic Buenos Aires – CA Platense 2:0                                                                                       |
| 22 sierpnia 1915     | Estudiantes La Plata – Defensores de Belgrano Buenos Aires 2:2                                                                        |
| 29 sierpnia 1915     | CA Platense – Independiente 4:1 |
| 29 sierpnia 1915     | Quilmes Athletic Buenos Aires – Kimberley Buenos Aires 0:0                                                                            |
| 29 sierpnia 1915     | River Plate – Belgrano AC 3:0 Chiappe k, Ameal, Risso                                                                                 |
| 29 sierpnia 1915     | Boca Juniors – Ferro Carril Oeste 2:2 Enrique Colla, Pedro Bleo Fournol “Calomino” – J. Pini (2)                                      |
| 29 sierpnia 1915     | CA Huracán – Estudiantil Porteño Buenos Aires 4:0                                                                                     |
| 29 sierpnia 1915     | CA Estudiantes – CA Tigre 1:0 |
| 29 sierpnia 1915     | Gimnasia y Esgrima Buenos Aires – Hispano Argentino Buenos Aires 3:1                                                                  |
| 30 sierpnia 1915     | San Isidro Buenos Aires – Porteño Buenos Aires 3:0                                                                                    |
| 30 sierpnia 1915     | Argentino de CA Argentino de Quilmes – CA Banfield 3:1                                                                                |
| 30 sierpnia 1915     | San Lorenzo de Almagro – Atlanta Buenos Aires 2:0                                                                                     |
| 5 września 1915      | San Isidro Buenos Aires – Kimberley Buenos Aires 6:0                                                                                  |
| 5 września 1915      | Porteño Buenos Aires – Comercio Buenos Aires 6:1                                                                                      |
| 5 września 1915      | Estudiantes La Plata – Ferro Carril Oeste 5:2                                                                                         |
| 5 września 1915      | CA Banfield – Boca Juniors 0:3 Enrique Bertolini, Pedro Bleo Fournol “Calomino”, Enrique Colla                                        |
| 5 września 1915      | San Lorenzo de Almagro – Defensores de Belgrano Buenos Aires 3:0                                                                      |
| 5 września 1915      | CA Tigre – Hispano Argentino Buenos Aires 2:1                                                                                         |
| 5 września 1915      | CA Platense – Atlanta Buenos Aires 2:0                                                                                                |
| 5 września 1915      | Belgrano AC – CA Huracán 2:1 |
| 12 września 1915     | Ferro Carril Oeste – CA Platense 1:1                                                                                                  |
| 12 września 1915     | Independiente – Estudiantil Porteño Buenos Aires 4:1                                                                                  |
| 12 września 1915     | CA Banfield – CA Tigre 3:0 |
| 12 września 1915     | River Plate – Comercio Buenos Aires 6:0 Rivas (2), Risso, Paganini s, Fraga Patrano, Calniggia                                        |
| 12 września 1915     | CA Estudiantes – Floresta Buenos Aires 6:1                                                                                            |
| 19 września 1915     | San Isidro Buenos Aires – River Plate 0:0                                                                                             |
| 19 września 1915     | CA Estudiantes – Argentino de CA Argentino de Quilmes 3:0                                                                             |
| 19 września 1915     | CA Banfield – CA Huracán 0:0 |
| 19 września 1915     | Gimnasia y Esgrima Buenos Aires – San Lorenzo de Almagro 4:2                                                                          |
| 19 września 1915     | Independiente – Defensores de Belgrano Buenos Aires 3:0                                                                               |
| 19 września 1915     | CA Platense – CA Tigre 3:1 |
| 19 września 1915     | Estudiantes La Plata – Belgrano AC 2:1                                                                                                |
| 19 września 1915     | Porteño Buenos Aires – Atlanta Buenos Aires 3:1                                                                                       |
| 19 września 1915     | Ferro Carril Oeste – Kimberley Buenos Aires 2:1                                                                                       |
| 19 września 1915     | Quilmes Athletic Buenos Aires – Comercio Buenos Aires 3:0                                                                             |
| 19 września 1915     | Hispano Argentino Buenos Aires – Floresta Buenos Aires 3:1                                                                            |
| 26 września 1915     | CA Platense – Kimberley Buenos Aires 1:0                                                                                              |
| 26 września 1915     | Atlanta Buenos Aires – Argentino de CA Argentino de Quilmes 1:1                                                                       |
| 26 września 1915     | San Isidro Buenos Aires – Estudiantes La Plata 3:0                                                                                    |
| 26 września 1915     | San Lorenzo de Almagro – CA Banfield 2:0                                                                                              |
| 26 września 1915     | Belgrano AC – Comercio Buenos Aires 2:1                                                                                               |
| 26 września 1915     | Quilmes Athletic Buenos Aires – Estudiantil Porteño Buenos Aires 1:0                                                                  |
| 3 października 1915  | CA Estudiantes – River Plate 0:0 |
| 3 października 1915  | San Lorenzo de Almagro – Comercio Buenos Aires 4:2                                                                                    |
| 3 października 1915  | Estudiantes La Plata – Independiente 1:1                                                                                              |
| 3 października 1915  | CA Huracán – Defensores de Belgrano Buenos Aires 3:0                                                                                  |
| 3 października 1915  | Quilmes Athletic Buenos Aires – Argentino de Quilmes 1:0                                                                              |
| 3 października 1915  | San Isidro Buenos Aires – Ferro Carril Oeste 2:1                                                                                      |
| 3 października 1915  | CA Tigre – Kimberley Buenos Aires 1:0                                                                                                 |
| 3 października 1915  | Estudiantil Porteño Buenos Aires – Floresta Buenos Aires 3:1                                                                          |
| 10 października 1915 | Gimnasia y Esgrima Buenos Aires – Quilmes Athletic Buenos Aires 1:1                                                                   |
| 10 października 1915 | San Isidro Buenos Aires – Boca Juniors 7:0 Sayanes, J. Fernández (4), E. Fernández, Marini                                            |
| 10 października 1915 | Argentino de CA Argentino de Quilmes – Defensores de Belgrano Buenos Aires 2:0                                                        |
| 10 października 1915 | Hispano Argentino Buenos Aires – River Plate 1:3 ? – Peruzzi, Simmons, Lanata                                                         |
| 10 października 1915 | CA Banfield – Porteño Buenos Aires po meczu punkty przyznano klubowi Porteño Buenos Aires                                             |
| 10 października 1915 | Estudiantes La Plata – CA Tigre 1:0                                                                                                   |
| 10 października 1915 | Ferro Carril Oeste – Belgrano AC 4:0                                                                                                  |
| 10 października 1915 | CA Huracán – Floresta Buenos Aires 2:1                                                                                                |
| 16 października 1915 | Porteño Buenos Aires – San Lorenzo de Almagro 4:3                                                                                     |
| 17 października 1915 | Racing Club de Avellaneda – San Isidro Buenos Aires 1:1                                                                               |
| 17 października 1915 | Estudiantes La Plata – CA Huracán 3:3                                                                                                 |
| 17 października 1915 | Porteño Buenos Aires – CA Tigre 4:0                                                                                                   |
| 17 października 1915 | CA Platense – Argentino de CA Argentino de Quilmes 3:0                                                                                |
| 17 października 1915 | Gimnasia y Esgrima Buenos Aires – Atlanta Buenos Aires 3:2                                                                            |
| 17 października 1915 | Floresta Buenos Aires – Boca Juniors 0:3 Pedro Bleo Fournol “Calomino” k, Enrique Colla (2)                                           |
| 17 października 1915 | River Plate – Kimberley Buenos Aires 0:0                                                                                              |
| 17 października 1915 | Quilmes Athletic Buenos Aires – Defensores de Belgrano Buenos Aires 1:1                                                               |
| 17 października 1915 | CA Banfield – Ferro Carril Oeste 1:0                                                                                                  |
| 24 października 1915 | Argentino de CA Argentino de Quilmes – Gimnasia y Esgrima Buenos Aires 3:2                                                            |
| 24 października 1915 | San Isidro Buenos Aires – Hispano Argentino Buenos Aires 5:0                                                                          |
| 24 października 1915 | River Plate – Estudiantil Porteño Buenos Aires 4:1 Chiappe k, Cándido García (2), Fraga Patrano – ?                                   |
| 24 października 1915 | Ferro Carril Oeste – Floresta Buenos Aires 3:0                                                                                        |
| 24 października 1915 | Quilmes Athletic Buenos Aires – Independiente 1:0                                                                                     |
| 24 października 1915 | San Lorenzo de Almagro – CA Huracán 3:1 M. Perazzo (2), F. Xarau – J. Laguna                                                          |
| 24 października 1915 | CA Tigre – Boca Juniors 2:1 Heisinger, Bernasconi – Bleo Pedro Fournol “Calomino”                                                     |
| 31 października 1915 | CA Huracán – CA Platense 3:1 |
| 31 października 1915 | CA Banfield – San Isidro Buenos Aires 1:1 po meczu punkty przyznano klubowi San Isidro Buenos Aires                                   |
| 31 października 1915 | Racing Club de Avellaneda – Estudiantil Porteño Buenos Aires 6:0                                                                      |
| 31 października 1915 | CA Tigre – River Plate 3:0 |
| 31 października 1915 | Quilmes Athletic Buenos Aires – San Lorenzo de Almagro 1:1                                                                            |
| 31 października 1915 | Gimnasia y Esgrima Buenos Aires – Independiente 2:1                                                                                   |
| 31 października 1915 | CA Estudiantes – Boca Juniors 1:0 Crocce k                                                                                            |
| 1 listopada 1915     | CA Huracán – Kimberley Buenos Aires 2:2                                                                                               |
| 1 listopada 1915     | Porteño Buenos Aires – Hispano Argentino Buenos Aires 4:1                                                                             |
| 1 listopada 1915     | Argentino de CA Argentino de Quilmes – Boca Juniors 0:0                                                                               |
| 1 listopada 1915     | Racing Club de Avellaneda – Floresta Buenos Aires 3:0                                                                                 |
| 1 listopada 1915     | CA Estudiantes – Quilmes Athletic Buenos Aires 2:0                                                                                    |
| 7 listopada 1915     | San Isidro Buenos Aires – Atlanta Buenos Aires 1:0                                                                                    |
| 7 listopada 1915     | Porteño Buenos Aires – Argentino de CA Argentino de Quilmes 3:1                                                                       |
| 7 listopada 1915     | Gimnasia y Esgrima Buenos Aires – Comercio Buenos Aires 5:1                                                                           |
| 7 listopada 1915     | Racing Club de Avellaneda – CA Tigre 6:0                                                                                              |
| 7 listopada 1915     | CA Huracán – Ferro Carril Oeste 3:1                                                                                                   |
| 7 listopada 1915     | Quilmes Athletic Buenos Aires – River Plate 1:4 ? – Chiappe, Ameal, Fraga Patrano, Brown s                                            |
| 7 listopada 1915     | Boca Juniors – San Lorenzo de Almagro 5:0 A. Coll s, Francisco Taggino, Antonio Leonardo Galeano, J. Coll (2s)                        |
| 11 listopada 1915    | Porteño Buenos Aires – Ferro Carril Oeste 2:1                                                                                         |
| 11 listopada 1915    | Comercio Buenos Aires – Boca Juniors 0:2 Enrique Colla, Mendy s                                                                       |
| 14 listopada 1915    | River Plate – Porteño Buenos Aires 3:1 Chiappe k, Ameal, Nicolás Rofrano – ?                                                          |
| 21 listopada 1915    | Atlanta Buenos Aires – CA Huracán 2:1                                                                                                 |
| 21 listopada 1915    | Racing Club de Avellaneda – Porteño Buenos Aires 4:0                                                                                  |
| 28 listopada 1915    | River Plate – CA Huracán 0:0 |
| 28 listopada 1915    | Porteño Buenos Aires – Estudiantil Porteño Buenos Aires 5:0                                                                           |
| 28 listopada 1915    | Racing Club de Avellaneda – Estudiantes La Plata 4:0                                                                                  |
| 5 grudnia 1915       | Argentino de CA Argentino de Quilmes – Racing Club de Avellaneda 1:8 Félix Cabano – ?, ?                                              |
| 8 grudnia 1915       | Racing Club de Avellaneda – CA Estudiantes 5:0                                                                                        |
| 12 grudnia 1915      | Independiente – Racing Club de Avellaneda 2:1 po meczu punkty przyznano klubowi Racing                                                |
| 19 grudnia 1915      | Racing Club de Avellaneda – Kimberley Buenos Aires 4:0                                                                                |
| 26 grudnia 1915      | Racing Club de Avellaneda – CA Platense 5:0                                                                                           |
| 2 stycznia 1916      | Racing Club de Avellaneda – Defensores de Belgrano Buenos Aires 6:0                                                                   |
| 2 stycznia 1916      | Argentino de CA Argentino de Quilmes – Estudiantil Porteño Buenos Aires 4:0                                                           |
| 2 stycznia 1916      | Gimnasia y Esgrima Buenos Aires – Estudiantil Porteño Buenos Aires 3:2                                                                |
| 2 stycznia 1916      | Argentino de CA Argentino de Quilmes – Comercio Buenos Aires walkower dla Argentino de Quilmes                                        |
| 2 stycznia 1916      | Comercio Buenos Aires – Floresta Buenos Aires walkower dla Comercio Buenos Aires                                                      |
| 2 stycznia 1916      | CA Tigre – Quilmes Athletic Buenos Aires walkower dla Tigre                                                                           |
| 2 stycznia 1916      | CA Huracán – Quilmes Athletic Buenos Aires walkower dla Huracán                                                                       |
| ??                   | Argentino de CA Argentino de Quilmes – Estudiantil Porteño Buenos Aires 4:0 D. Arrillaga, Pascual Polimeni, Félix Cabano, V. Cincotta |
| ??                   | Gimnasia y Esgrima Buenos Aires – Estudiantil Porteño Buenos Aires 3:2                                                                |

### Końcowa tabela sezonu 1915
| Poz | Klub                                 | Mecze | Zw | Rem | Por | Pkt | BrZd | BrStr |
| --- | ------------------------------------ | ----- | -- | --- | --- | --- | ---- | ----- |
| 1   | Racing Club de Avellaneda            | 24    | 22 | 2   | 0   | 46  | 95   | 5     |
| 2   | San Isidro Buenos Aires              | 24    | 22 | 2   | 0   | 46  | 72   | 12    |
| 3   | River Plate                          | 24    | 16 | 6   | 2   | 38  | 58   | 17    |
| 4   | Porteño Buenos Aires                 | 24    | 17 | 2   | 5   | 36  | 57   | 26    |
| 5   | CA Platense                          | 24    | 14 | 4   | 6   | 32  | 43   | 26    |
| 6   | Estudiantes La Plata                 | 24    | 13 | 6   | 5   | 32  | 45   | 29    |
| 7   | CA Huracán                           | 24    | 11 | 6   | 7   | 28  | 40   | 26    |
| 8   | Independiente                        | 24    | 11 | 5   | 8   | 27  | 40   | 22    |
| 9   | CA Estudiantes                       | 24    | 12 | 3   | 9   | 27  | 38   | 33    |
| 10  | Ferro Carril Oeste                   | 24    | 8  | 8   | 8   | 24  | 38   | 32    |
| 11  | Argentino de CA Argentino de Quilmes | 24    | 11 | 2   | 11  | 24  | 32   | 43    |
| 12  | Gimnasia y Esgrima Buenos Aires      | 24    | 9  | 5   | 10  | 23  | 39   | 43    |
| 13  | San Lorenzo de Almagro               | 24    | 10 | 3   | 11  | 23  | 38   | 46    |
| 14  | Boca Juniors                         | 24    | 8  | 6   | 10  | 22  | 32   | 38    |
| 15  | CA Banfield                          | 24    | 9  | 3   | 12  | 21  | 33   | 44    |
| 16  | Quilmes Athletic Buenos Aires        | 24    | 7  | 7   | 10  | 21  | 19   | 26    |
| 17  | Hispano Argentino Buenos Aires       | 24    | 8  | 4   | 12  | 20  | 39   | 50    |
| 18  | CA Tigre                             | 24    | 8  | 4   | 12  | 20  | 21   | 40    |
| 19  | Estudiantil Porteño Buenos Aires     | 24    | 9  | 1   | 14  | 19  | 38   | 57    |
| 20  | Belgrano AC                          | 24    | 8  | 2   | 14  | 18  | 32   | 47    |
| 21  | Atlanta Buenos Aires                 | 24    | 7  | 1   | 16  | 15  | 18   | 53    |
| 22  | Kimberley Buenos Aires               | 24    | 5  | 4   | 15  | 14  | 23   | 45    |
| 23  | Defensores de Belgrano Buenos Aires  | 24    | 4  | 4   | 16  | 12  | 26   | 57    |
| 24  | Comercio Buenos Aires                | 24    | 2  | 3   | 19  | 7   | 23   | 77    |
| 25  | Floresta Buenos Aires                | 24    | 1  | 3   | 20  | 5   | 15   | 60    |

Wobec równej liczby punktów dwóch najlepszych w tabeli klubów konieczne było rozegranie meczu barażowego, który wyłonił mistrza Argentynyn w 1915 roku.
| Data            | Mecz |
| --------------- | --- |
| 6 stycznia 1916 | Racing Club de Avellaneda – San Isidro Buenos Aires 1:0 (1:0) mecz rozegrany został na stadionie klubu Independiente Bramki: 1:0 Marcovecchio 6 Racing Club de Avellaneda: S. Arduino – S. Presta, A. Reyes, A. Betular, F. Olazar, R. Pepe, Z. Canavery, A. Ohaco, A. Marcovecchio, J. Hospital, J. Perinetti Club Atlético San Isidro: C. T. Wilson – J. Idiarte, A. Bruno, A. Olivieri, J. Morroni, G. Badaracco; J. Fernández, E. Fernández, S. Sayanes, A. Marini, I. Alzúa. |